# Аурангзеб
Аурангзе́б (перс. ابو المظفر محی الدین محمد اورنگزیب عالمگیر‎ — Абуль-Музаффар Мухйи ад-дин Мухаммад Аурангзеб Аламгир, 3 ноября 1618 — 3 марта 1707) — потомок тимурида Захир ад-дин Мухаммад Бабура, падишах Империи Великих Моголов под именем Аламгир I (с персидского «Покоритель Вселенной») в 1658—1707 годах, при котором Могольская империя достигла наибольшей протяжённости и могущества. Имя «Аурангзеб» по-персидски значит «Украшение трона».

## Ранняя биография
Шахзаде Султан Мухаммад Аурангзеб Бахадур был третьим сыном падишаха Шах-Джахана и Мумтаз-Махал. Он был блестяще образован. Несмотря на огромное богатство династии и государства, соблюдал приличествующую мусульманину скромность в одежде и в быту.
Субадар Декана в 1636—1644 и 1652—1657 годах, Гуджарата в 1645—1647 годах, Балха и Бадахшана в 1647 году, Мултана в 1648—1652 годах.
В 1646—1647 годах шахзаде Аурангзеб руководил походами против персов и узбеков, в 1636—1644 и 1654—1658 годах управлял субами (провинциями) Декана, успешно боролся с местными раджами.

## Приход к власти и внутренняя политика
В 1657—1659 годах Аурангзеб вёл за наследование престола междоусобную войну со старшим братом. Истребив братьев-конкурентов и их потомство, Аурангзеб сверг собственного отца и заточил его в Красном форте в Дели.
Ревностный насадитель ислама в Индии, Аурангзеб отменил веротерпимость прежних Моголов, ввёл джизью, или налог с немусульман, осквернил многие индуистские святилища. Из-за этого его фигура остаётся до сих пор крайне противоречивой в Индии. Эта политика коснулась и некоторых течений самого ислама: так, он преследовал популярный в Индии суфизм как ересь.
Казнь Тегха Бахадура (1675 год), отказавшегося принять ислам, восстановила против Аурангзеба сикхов. К восстанию раджпутов (1680—1681 годы) примкнул младший сын падишаха по имени Акбар. Маратхи развернули по всему Декану партизанское движение. Непрестанные осады маратхских твердынь истощали казну Моголов, но ощутимых результатов не приносили.
Хотя в государстве превалировали персидский и индийские языки, Аурангзеб поощрял развитие тюркской литературы и в период его правления были составлены тюркские (чагатайские) словари. Аурангзеб несколько раз отправлял послов в Бухарское ханство и выделил из казны средства на реставрацию мавзолея своего предка Тимура.

### «Фетвы Аламгира»
Многотомный сборник правовых решений (фетв) согласно ханафитской школе исламского права (фикх) под названием «Фатава-и-Аламгири» был составлен группой учёных-улемов в 1667—1675 годах (или 1664—1672) по поручению Аурангзеба. Коллективом авторов руководил Шейх Низам из Бурханпура (ум. 1679), которому помогали Шейх Ваджих ад-Дин, Шейх Джалал ад-Дин Мухаммад, Кади Мухаммад Хусейн и Мулла Хамид. Каждый из четырёх помощников руководил группой из десяти авторов. Всего на работы по составлению «Фетв» было затрачено 200 тыс. рупий из казны.
Созданием этого сборника Аурангзеб хотел побудить мусульман действовать согласно правовым решениям и прецедентам улемов ханафитской школы. «Фетвы Аламгира» быстро распространились по всей Индии и в других частях исламского мира как руководство для ортодоксальных мусульман.

## Внешняя политика

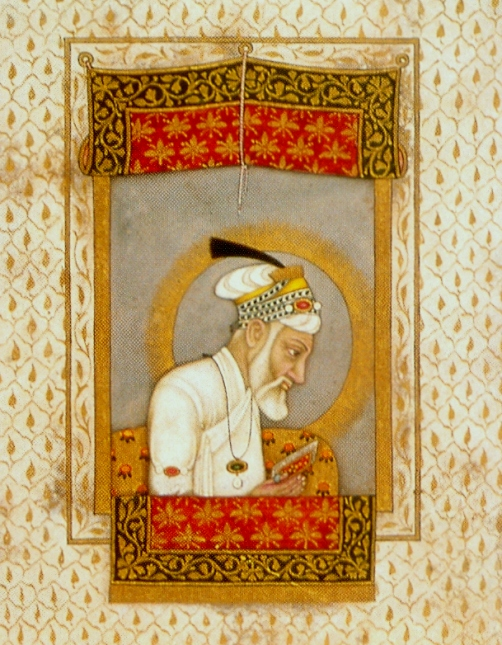
Аурангзеб в преклонные годы. Миниатюра. Могольская школа. Около 1700 года. Британская Библиотека, Лондон.

В 1664 и 1670 годах ключевой для Моголов порт Сурат был разграблен маратхами во главе с Шиваджи. Аурангзеб объявил ему войну, однако завоевание Южной Индии продолжалось с переменным успехом. Сам Шиваджи отказался от борьбы и в Агре заключил с падишахом перемирие, однако впоследствии бежал от Моголов и вернулся на царский престол. В 1686—1687 годах Аурангзеб завоевал Биджапур и богатую алмазными россыпями Голконду, успехом завершилась масштабная осада этой крепости. Сын Шиваджи был пленён и предан казни.
Долгое и успешное царствование Аурангзеба было временем расцвета и максимальной экспансии империи, объединившей почти весь Индостан вплоть до Танджавура и Тируччираппалли, кроме самой южной оконечности.

## Последние годы правления Аурангзеба
«Я пришёл в этот мир один и ухожу один. Я не знаю, кто я и что я делал. Потраченные дни оставили после себя только сожаление. Я не создал никакого управления государством, не обеспечил заботу о райятах. Жизнь, столь ценная, прошла напрасно»
Под конец правления начались мятежи отдельных провинций. Они были вызваны репрессивной политикой самого Аурангзеба, после 1680 года насаждавшего ислам силой оружия. В январе 1681 года поднял мятеж шахзаде Султан Мухаммад Акбар, четвёртый и любимый сын Аурангзеба, с 1680 года командовавший армией в Раджпутане. Мятеж был организован и поддержан предводителями раджпутов, однако его вскоре подавили, а шахзаде бежал к маратхам Самбхаджи.
При Аурангзебе Могольская империя достигла своих максимальных размеров, каких не имела ни при его предшественниках, ни при его наследниках. Однако власть падишаха над этой территорией была очень непрочной, особенно в декканских субах. Остаток своей длительной жизни Аурангзеб провёл в бесконечных военных походах, подавляя постоянные мятежи, отражая нападения в Деккане и осаждая малозначительные горные маратхские крепости, упорно стараясь сохранить призрачное единство своего непомерно обширного государства. Несметные сокровища, накопленные тремя предыдущими падишахами, были растрачены Аурангзебом на поддержание хрупкой стабильности трещавшей по швам империи, развалившейся сразу после его смерти.
Смерть 88-летнего Аурангзеба привела к междоусобицам между его сыновьями и внуками, а затем — к ослаблению и фактическому распаду государства.

## Жёны и дети

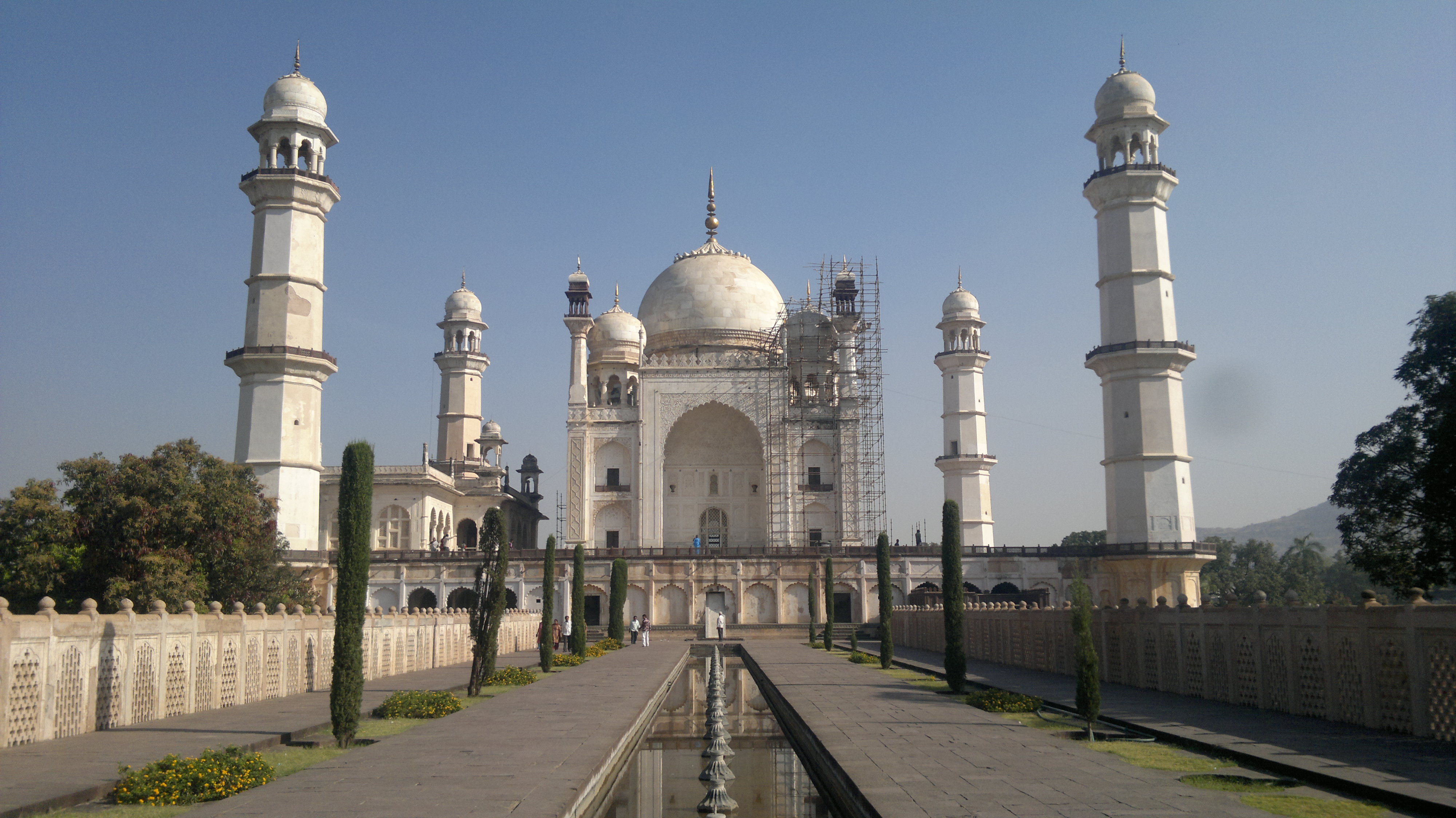
Биби-Ка-Макбара — мавзолей, возведённый между 1651 и 1661 годами Аурангзебом для своей умершей жены Рабии-и-Дурани-бегум.

От 3-х жён и нескольких наложниц у падишаха Аламгира I родилось 6 сыновей и 6 дочерей, некоторые из которых умерли в раннем возрасте или во младенчестве:
- (с 1637) Наваб Дильрус Бану Рабия-и-Дурани-бегум Сахиба (ум. 1657), главная жена падишаха, старшая дочь шахзаде Бади аз-Замана-мирзы Сефевида (носившего мансаб Шах Наваз Хан)
  - шахзади Зеб ун-Ниса Бегум Сахиба (1638—1702), поэтесса,
  - падишах Кутб ад-дин Мухаммад Азам Шах (1653—1707),
  - шахзаде Султан Мухаммад Акбар-мирза (1657—1706), субадар Мултана (1676—1679), в 1681 году поднял мятеж против отца, после чего бежал в Персию, где и умер;
- (с 1638) Рахмат ун-Ниса Радж-Махал Сахиба (мансаб с 1638), Наваб Бай-бегум Сахиба (мансаб с 1639) (1620—1691), урождённая Раджкумари Анурадха Бай Сахиба (Калимат ун-Ниса-ханум), дочь правителя Раджаури Тадж ад-дин-хана,
  - шахзаде Мухаммад Султан-мирза (1639—1676), в 1660 году по приказу отца заключён в тюрьму, где и умер,
  - падишах Кутб ад-дин Мухаммад Муаззам Шах Алам I Бахадур Шах I (1643—1712);
- (с ок. 1681) Наваб Садр ун-Ниса-бегум Сахиба, ранее Фатима-бегум, вдова придворного церемониймейстера Наваба Фахир-хана Бахадура Наджм-и-Сани;
- наложница Удайпури-Махал Сахиба (ум. 1707)
  - шахзаде Султан Мухаммад Кам-Бахш Бахадур (1667—1709), субадар Биджапура и Хайдерабада (1707—1709), претендент на престол (1707—1709)

## Образ в литературе
- Популярная в эпоху романтизма поэма Томаса Мура «Лалла-Рук» (1817) повествует о любовных страданиях вымышленной дочери Аурангзеба.
- В историческом романе классика бенгальской литературы XIX века Бонкимчондро Чоттопаддхая «Радж Сингх» (1882), посвященном борьбе раджпутов с Великими Моголами в конце XVII века, Аурангзеб, в соответствии с идеологией национально-освободительного движения, изображен коварным тираном и интриганом.